# Muro (Trofa)
La paroisse de Muro est située dans la municipalité de Trofa dans le nord du Portugal.
Le raccordement de Muro au métro de Porto, qui s'arrête à trois kilomètres de là, est prévu depuis la suppression de la connexion ferroviaire Porto-Braga.
Les habitants de la commune ont boycotté l'Élection présidentielle portugaise de 2011, les élections européennes de 2014 et l'Élection présidentielle portugaise de 2016.